# Melaleuca xerophila
Melaleuca xerophila är en myrtenväxtart som beskrevs av Bryan Alwyn Barlow. Melaleuca xerophila ingår i släktet Melaleuca och familjen myrtenväxter. Inga underarter finns listade i Catalogue of Life.